# Asesinato de Mohamed Abú Judeir

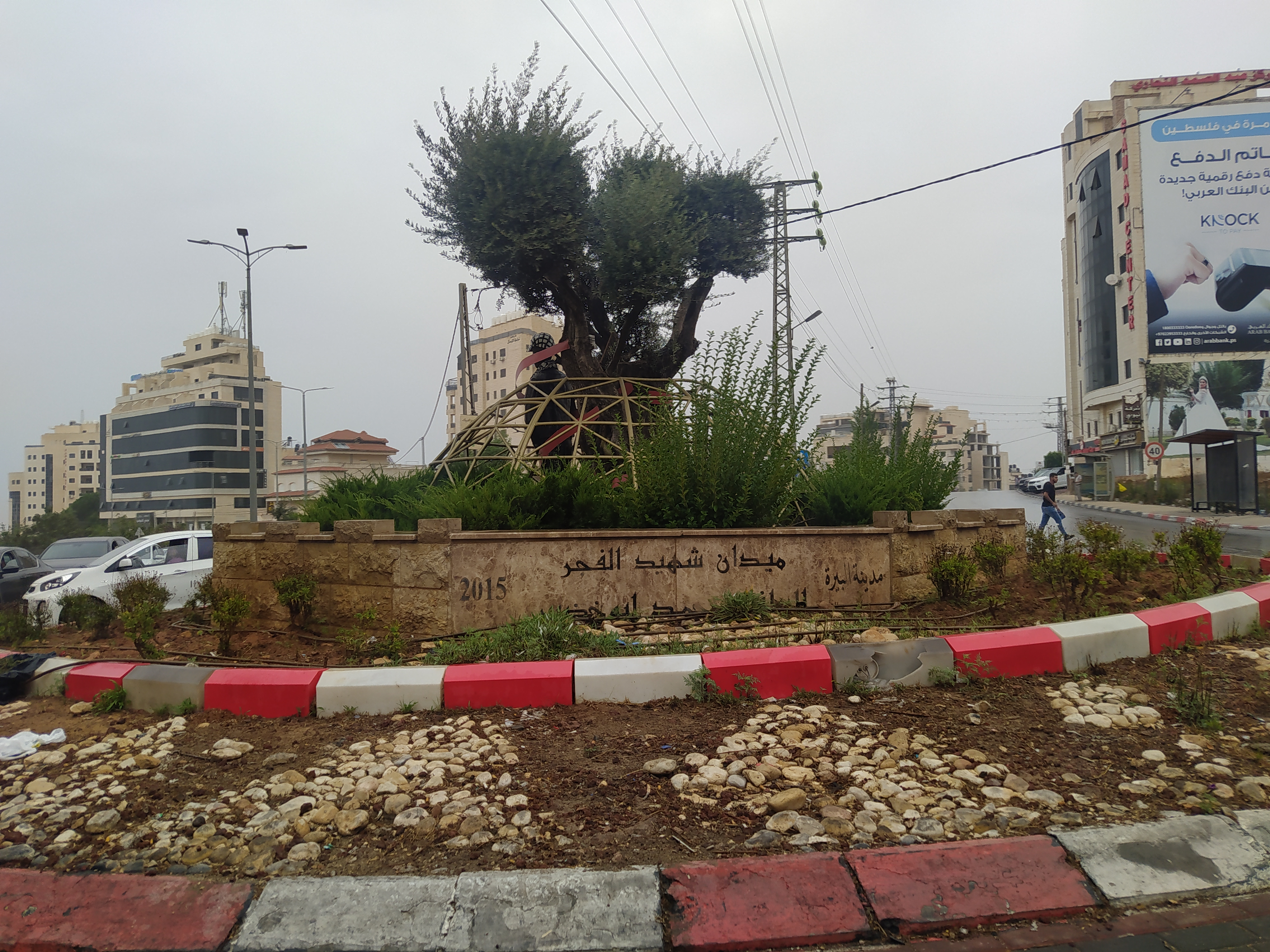
Plaza del Niño Mártir Muhammad Abu, ciudad de Al-Bireh, Estado de Palestina

El secuestro y asesinato de Mohamed Abú Judeir, un adolescente palestino de 16 años, ocurrió en la madrugada del 2 de julio de 2014, un día después del entierro de tres adolescentes israelíes secuestrados el 12 de junio y posteriormente asesinados. 

## Investigación
El joven se vio obligado a subir a un coche en una calle de Jerusalén Este. Su familia denunció inmediatamente el hecho a la Policía israelí. La policía rápidamente encontró el cuerpo carbonizado en Givat Shaul en el Bosque de Jerusalén, y los resultados preliminares de la autopsia sugirieron que fue obligado a beber gasolina, golpeado y quemado vivo.
La policía israelí investigó varios motivos posibles para su asesinato. La evidencia preliminar indicó que probablemente fue un ataque en venganza por el secuestro y asesinato de los adolescentes israelíes. El domingo 6 de julio, la policía puso bajo custodia a seis sospechosos judíos para interrogarlos, afirmando que ellos creían que el asesinato fue probablemente llevado a cabo por «terroristas» como venganza. Uno confesó rápidamente, incriminando a los otros, algunos de ellos menores de edad, y fueron puestos en prisión preventiva durante 8 días. Un día más tarde, tres habían confesado y escenificado el asesinato en la escena del crimen.
El día que los sospechosos fueron arrestados, la familia de una de las víctimas israelíes, los Fraenkels, y la familia de Abu Khdeir hablaron por teléfono y consolaron mutuamente. Los Fraenkels dijeron que entienden la magnitud de la pérdida y que se oponen a cualquier acto de violencia, ya sea por judíos o árabes. El primer ministro de Israel, Benjamin Netanyahu, envió sus condolencias a la familia del joven asesinado, y declaró que «no hay lugar para este tipo de asesinatos en nuestra sociedad». El asesinato fue condenado también por las familias de los tres jóvenes israelíes asesinados.

## Juicio
Luego del arresto, los tres sospechosos del hecho fueron sometidos a juicio por el tribunal del distrito de Jerusalén. 
Dos de los tres responsables del crimen, menores de edad, fueron hallados culpables. El primero, de 17 años, fue condenado a presidio perpetuo, una pena de cárcel adicional de tres años y obligado a pagar una compensación de 35 000 nuevos séquel (9 000 dólares al cambio) a la familia de la víctima. El segundo, de 16 años, fue condenado a 21 años de cárcel y obligado a pagar 30 000 nuevos séquel (casi 8 000 dólares) a modo de indemnización. El tercer responsable, un adulto, fue hallado imputable del crimen del que se le acusa, luego que un tribunal descartara sus alegaciones de demencia. Tras ser acusado formalmente de homicidio, fue condenado a cadena perpetua y a veinte años adicionales por otros delitos, así como a pagar 150 000 nuevos séquel (39 700 dólares).

## Consecuencias
Además de las tensiones entre el gobierno israelí y Hamás por el asesinato de tres adolescentes, este nuevo asesinato complicó la situación, generando disturbios, protestas de israelíes y palestinos y lanzamientos de cohetes desde la Franja de Gaza a territorio israelí, a los que Israel respondió con ataques aéreos.
El 8 de julio, el gobierno israelí anunció la puesta en marcha de la Operación Margen Protector, que concluyó el 26 de agosto y dejó más de 2 000 muertos —civiles en su gran mayoría— de Gaza.